# Minato

Sectorul Minato pe harta Tokyo

Minato (港区 Minato-ku?) este un sector special al zonei metropolitane Tōkyō în Japonia.